# Vlag van Schraard

Vlag van Schraard

De vlag van Schraard is de dorpsvlag van het Nederlandse dorp Schraard, in de Friese gemeente Súdwest-Fryslân. Deze vlag is ontworpen door Klaes Sierksma. De vlag werd in 1955 aangenomen en in 1969 geregistreerd.
Bij gemeenteraadsbesluit van 19 april 1955 zijn een vlag vastgesteld voor de 27 dorpen van de vroegere gemeente Wonseradeel. Deze vlag is ontworpen door Klaes Sierksma.

## Ontwerp
De vlag bestaat uit vier diagonale banen in het geel en groen rechtsgeschuind. Aan de mastzijde toont een blauwe verticale baan met daarin een wit blokje.

## Verklaring
De kleuren geel en groen zijn afgeleid van het dorpswapen. Groen staat voor de weilanden rondom het dorp. Geel verwijst naar de zespuntige ster en fleur de lis die afkomstig op het dorpswapen. De mastzijde toont de vlag van Wonseradeel, de gemeente waar Schraard eerder tot behoorde.

## Zie ook

Wapen van Schraard